# György Orbán (Komponist)

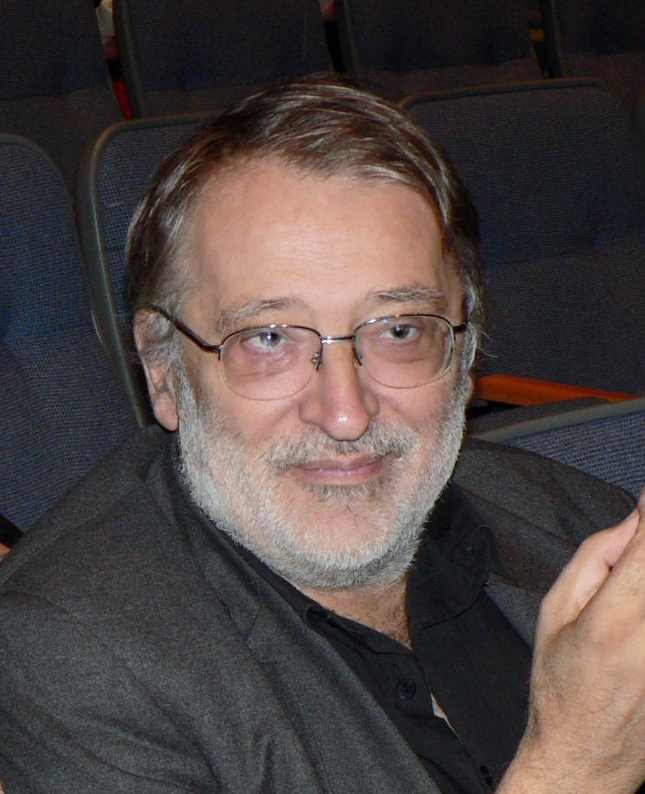
György Orbán

György Orbán (* 12. Juli 1947 in Târgu Mureș, Rumänien) ist ein in Siebenbürgen geborener ungarischer Komponist.

## Leben
Orbán studierte und lehrte später an der Musikakademie Gheorghe Dima in Cluj-Napoca. 1979 emigrierte er aus Rumänien nach Ungarn. Seit 1982 ist er Professor für Kompositionslehre an der Franz-Liszt-Musikakademie in Budapest. Seine Chorkompositionen vermischen traditionellen liturgischen Renaissance- und Barock-Kontrapunkt mit Elementen des Jazz.

## Filmografie (Auswahl)
- 1981: Das Herz des Tyrannen (A zsarnok szíve, avagy Boccaccio Magyarországon)